# Клунбу
Клунбу (англ. Cloonboo; ирл. Cluain Bú) — деревня в Ирландии, находится в графстве Голуэй (провинция Коннахт).

## Демография
Население — 306 человек (по переписи 2006 года). В 2002 году население было 351 человек.
Данные переписи 2006 года:
| Общие демографические показатели |               |                               |                               |      |      |
| Всё население                    | Всё население | Изменения населения 2002—2006 | Изменения населения 2002—2006 | 2006 | 2006 |
| 2002                             | 2006          | чел.                          | %                             | муж. | жен. |
| 351                              | 306           | −45                           | −12,8                         | 158  | 148  |